# Polychaetus
Polychaetus es un  género de coleópteros adéfagos de la familia Carabidae.

## Especies
Comprende las siguientes especies:
- Polychaetus dejeani Chaudoir, 1882
- Polychaetus egregius (Chaudoir, 1854)